# Favites
Genre
Favites est un genre de coraux scléractiniaires de la famille des Merulinidae (anciennement des Faviidae).

## Liste des espèces
| Selon World Register of Marine Species (23 décembre 2015) : - Favites abdita Ellis & Solander, 1786 - Favites acuticollis Ortmann, 1889 - Favites chinensis Verrill, 1866 - Favites colemani Veron, 2000 - Favites complanata Ehrenberg, 1834 - Favites favosa Ellis & Solander, 1786 - Favites flexuosa Dana, 1846 - Favites halicora Ehrenberg, 1834 - Favites magnistellata Chevalier, 1971 - Favites melicerum Ehrenberg, 1834 - Favites micropentagonus Veron, 2000 - Favites monticularis Mondal, Raghunathan & Venkataraman, 2013 - Favites paraflexuosus Veron, 2000 - Favites pentagona Esper, 1795 - Favites rotundata Veron, Pichon & Wijsman-Best, 1977 - Favites solidocolumellae Latypov, 2006 - Favites spinosa Klunzinger, 1879 - Favites stylifera Yabe & Sugiyama, 1937 - Favites valenciennesi Milne Edwards & Haime, 1849 - Favites vasta Klunzinger, 1879 | Selon ITIS (23 décembre 2015) : - Favites abdita Ellis & Solander, 1786 - Favites bennettae Veron, Pichon & Wijsman-Best, 1977 - Favites chinensis Verrill, 1866 - Favites complanata Ehrenberg, 1834 - Favites flexuosa Dana, 1846 - Favites halicora Ehrenberg, 1834 - Favites pentagona Esper, 1794 - Favites peresi Faure & Pichon, 1978 - Favites rotundata Veron, Pichon & Wijsman-Best, 1977 - Favites russelli Wells, 1954 - Favites stylifera Yabe & Sugiyama, 1937 |

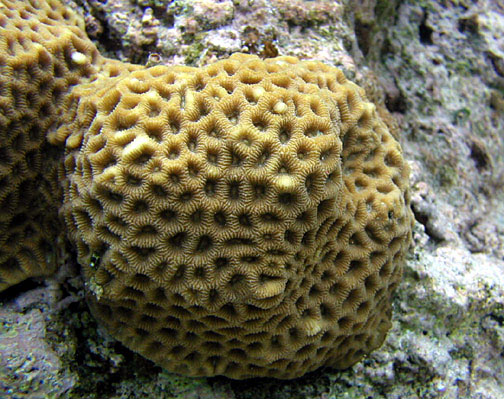
Favites abdita
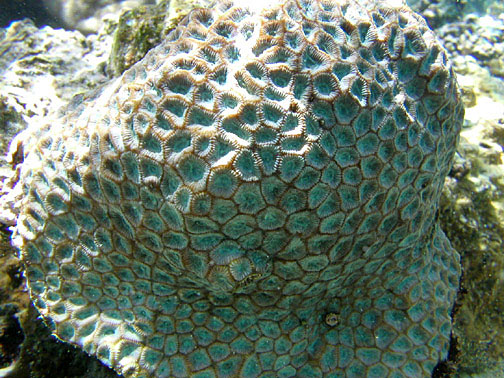
Favites chinensis
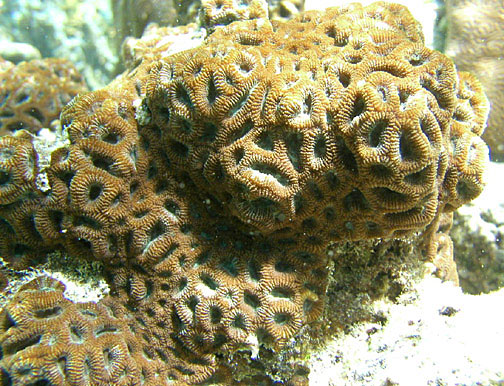
Favites complanata
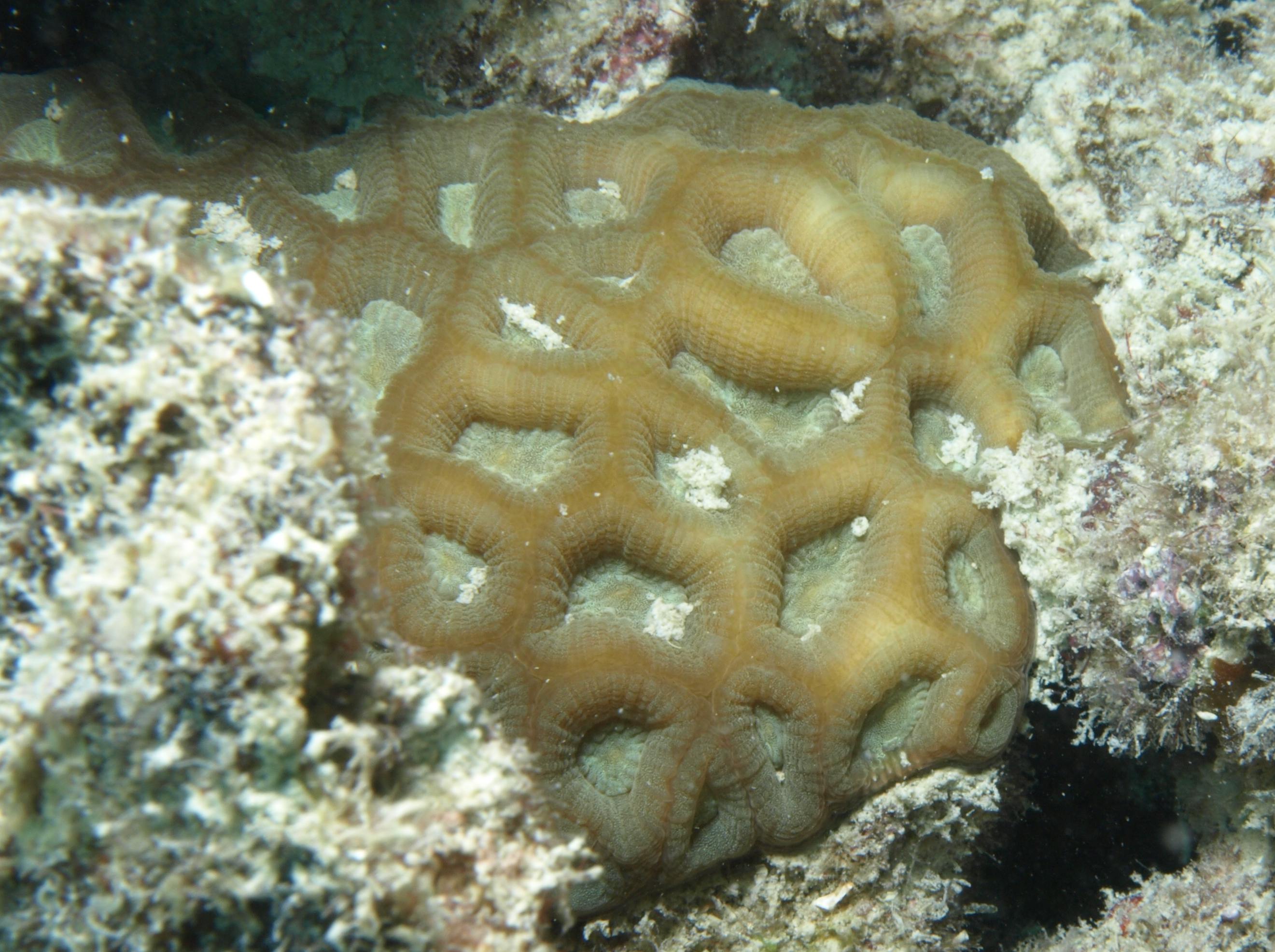
Favites flexuosa
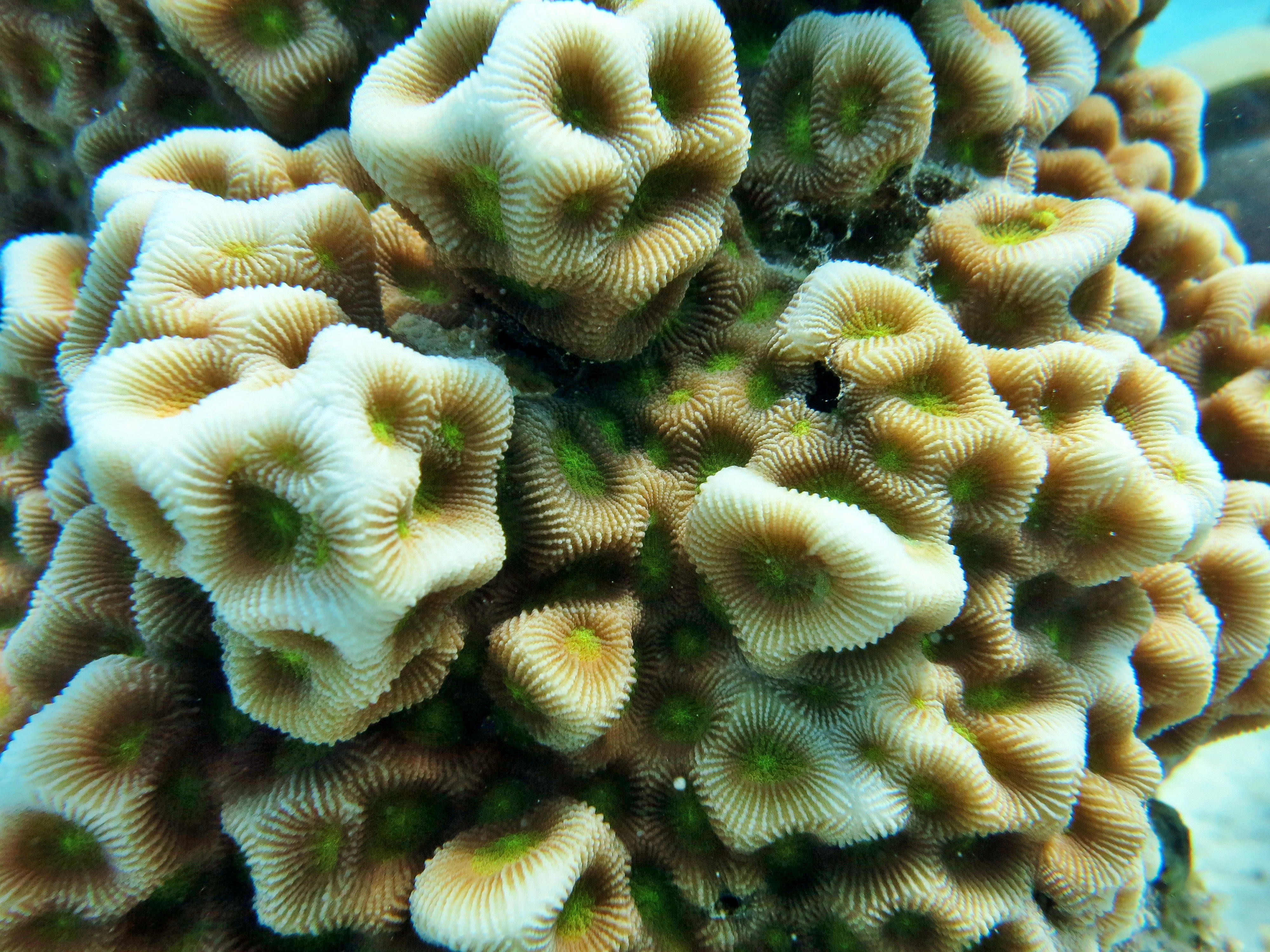
Favites halicora
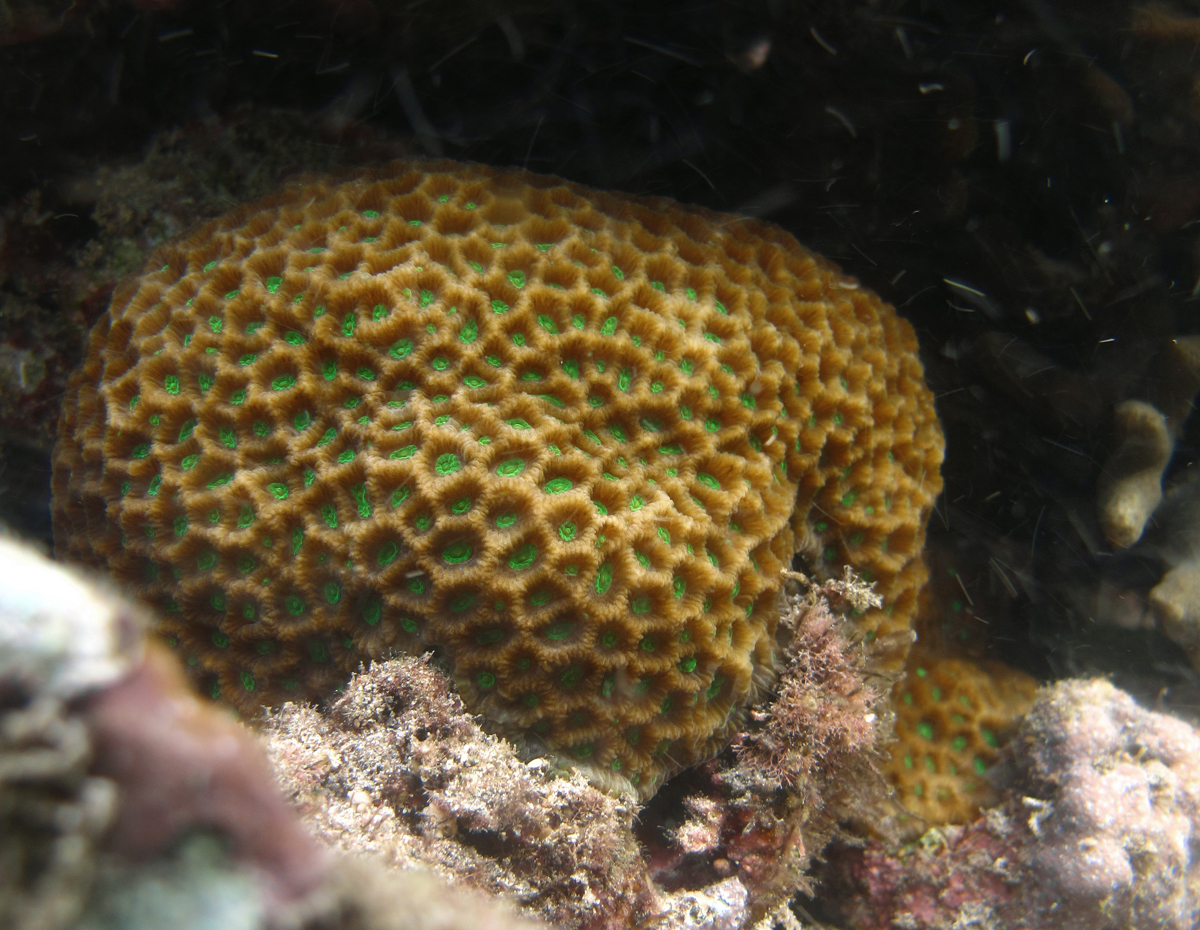
Favites pentagona
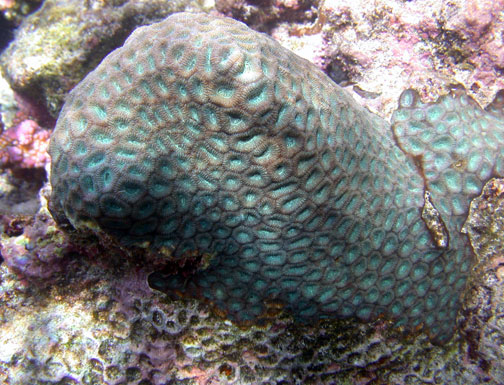
Favites rotundata
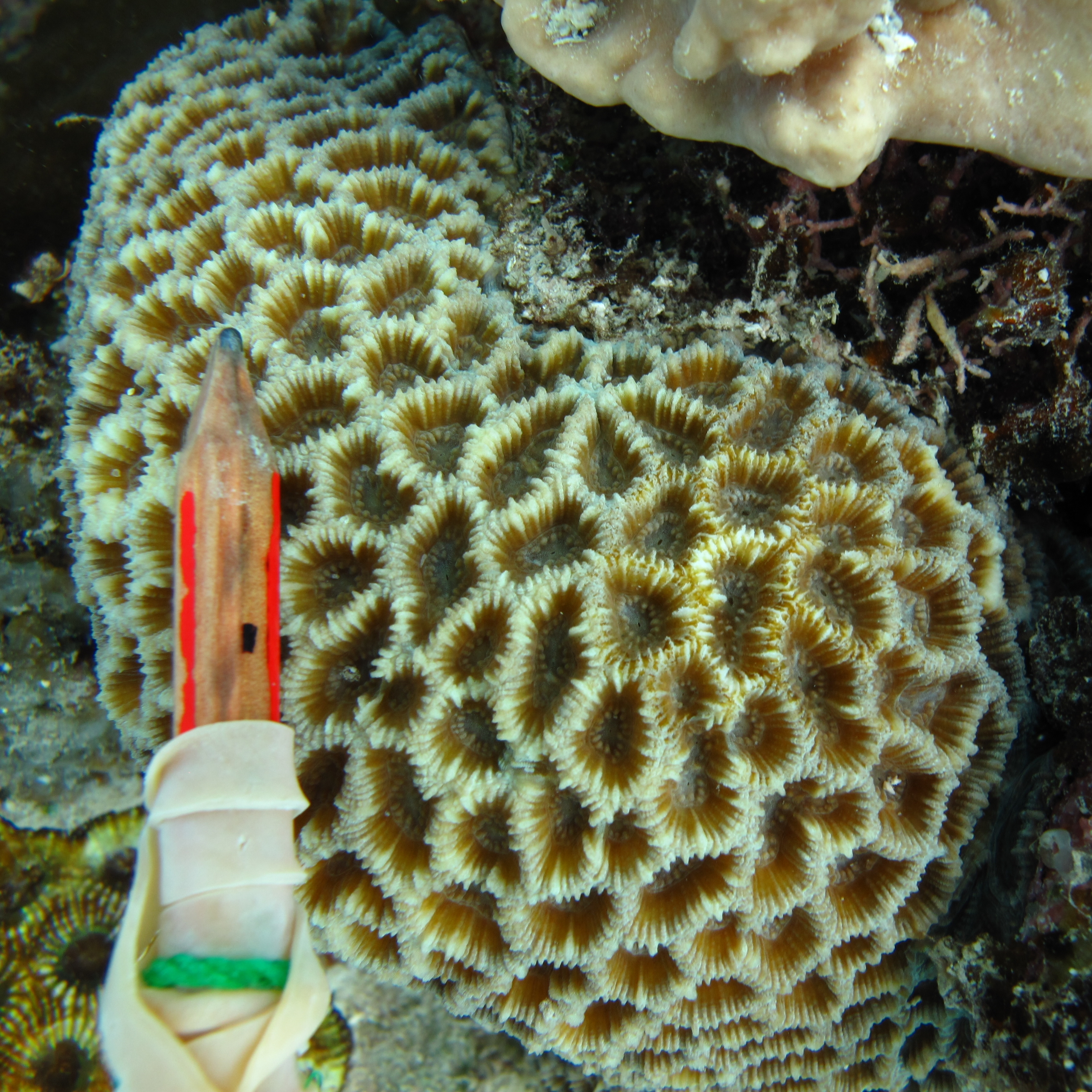
Favites russelli